# Вулиця Панаса Мирного (Київ)
Ву́лиця Пана́са Ми́рного — вулиця в Печерському районі міста Києва, місцевість Печерськ. Пролягає від вулиці Князів Острозьких до кінця забудови.
Прилучаються Печерська площа, вулиця Гусовського, провулок Панаса Мирного та прохід до вулиці Леоніда Первомайського.

## Історія
Прокладена під час генерального перепланування Печерська у 30—40-х роках XIX століття на місці давньої Фрайгольдської вулиці (Фрайгольської, на плані 1803 року позначена як Фрейгольтова; конкретне походження назви не з'ясовано, у перекладі з німецької — «вільнозолота»). Мала назву Мільйонна, під якою офіційно існувала з 1869 року (ймовірно, на ній було розташовано одну з садиб купця Мільйона). Сучасна назва на честь українського письменника Панаса Мирного — з 1949 року.
Історична периметральна забудова вулиці збереглася вибірково.

## Археологічна пам'ятка
На розі вулиць Панаса Мирного і Князів Острозьких був єдиний курган, що зберігся в Києві до XX століття. Станом на початок 1950-х років він ще мав висоту близько двох метрів, з одного боку його збереглося вапнякове каміння, яким він був обкладений. Історик Володимир Щербина зазначав, що раніше цей курган мав кам'яні сходи та був значно більшої висоти.  Він ще існував у 1980-х роках, хоча й був уже пошкоджений. Курган був оточений кам'яним колом і належав приблизно до II тисячоліття до н. е.

## Установи та заклади
- Гімназія ім. Тараса Шевченка (буд. № 24)
- Інститут економіки та прогнозування НАН України (буд. № 26)
- Кафедра системного проектування Інституту прикладного системного аналізу НТУУ «КПІ» (буд.№ 19)

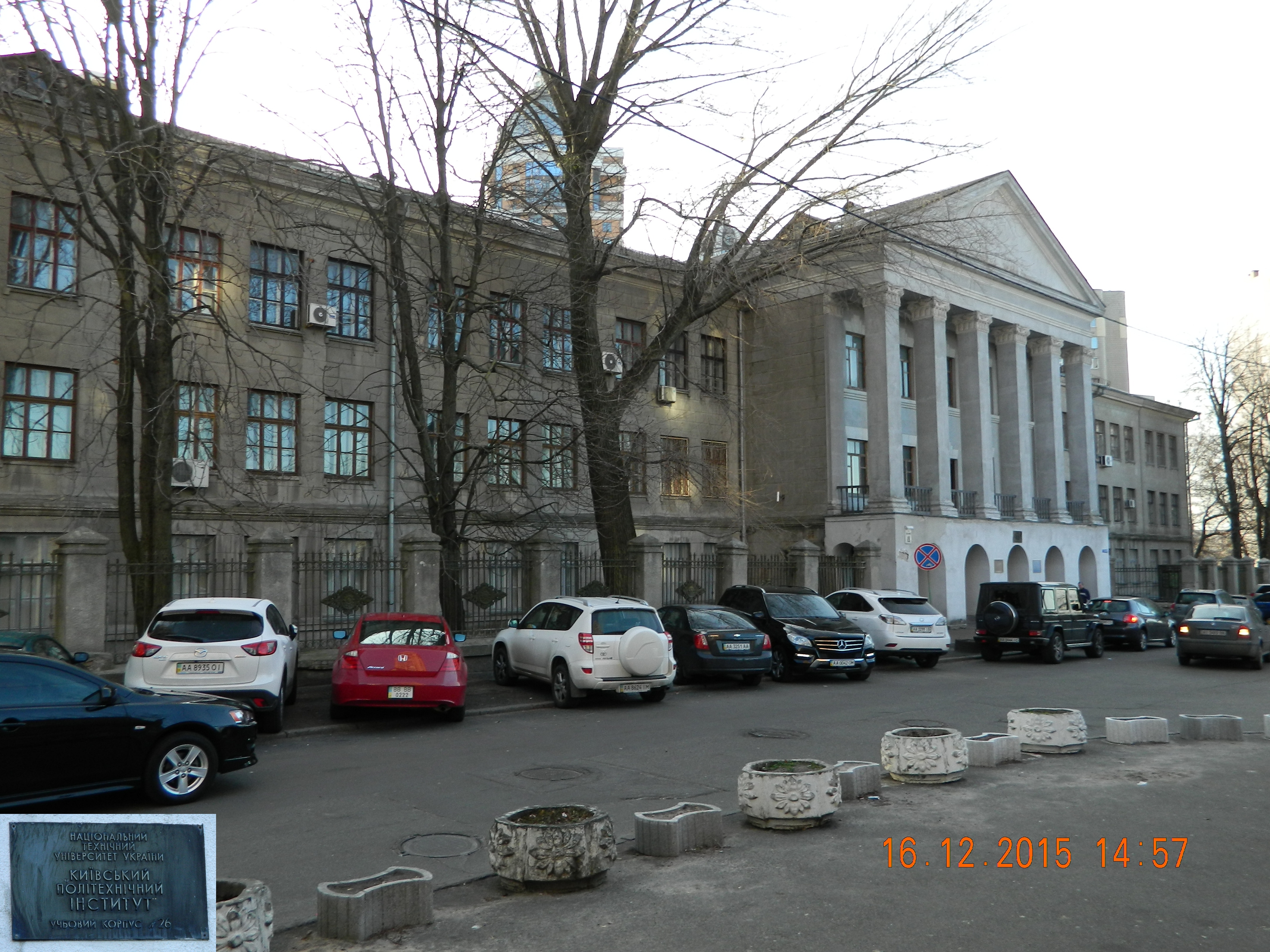
Навчальний корпус НТУУ «КПІ» № 26, буд.№ 19
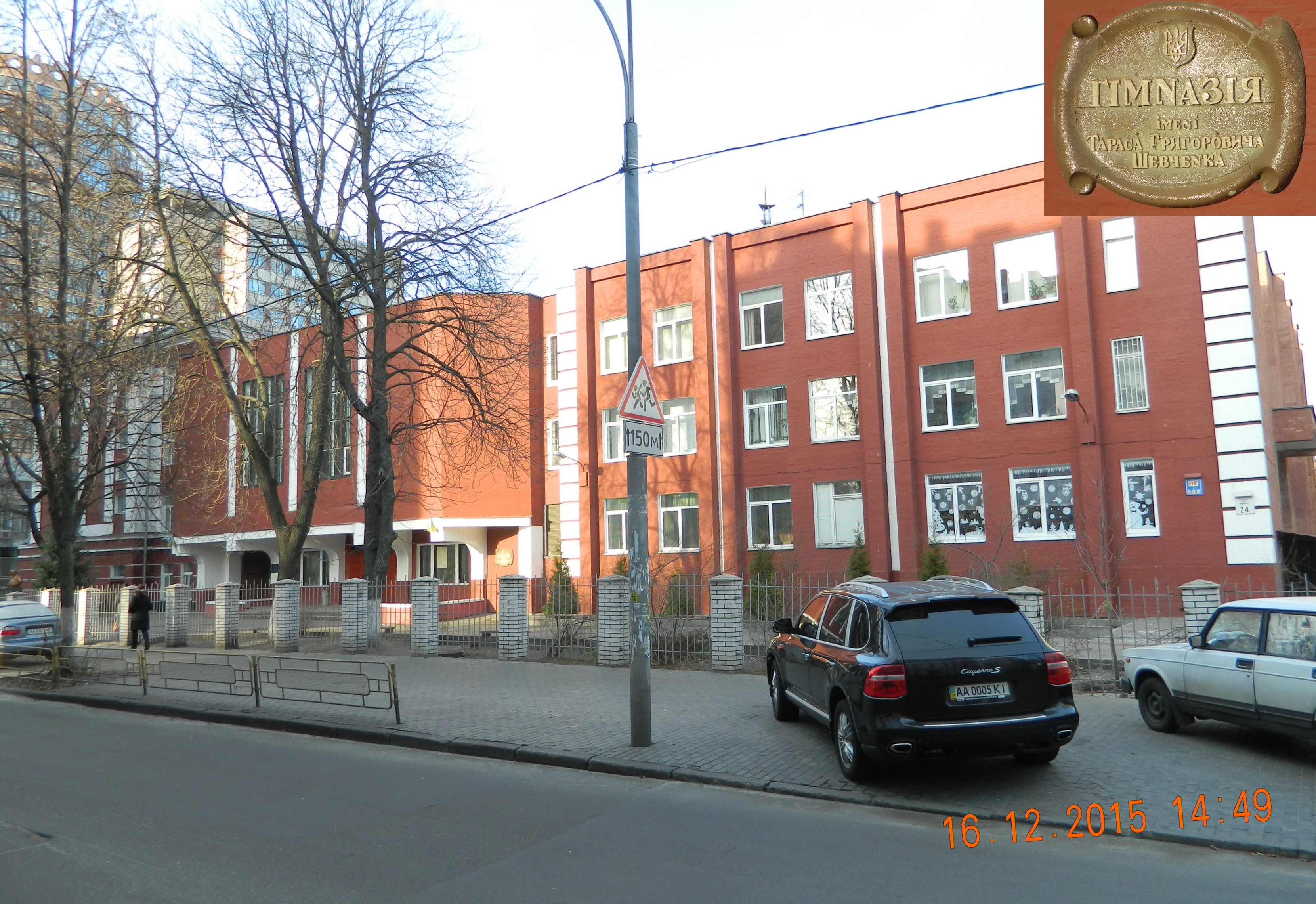
Гімназія ім. Тараса Шевченка, буд. № 24

## Пам'ятники та меморіальні дошки
- буд. № 7-А — меморіальна дошка на честь українського спортсмена Дмитра Віталійовича Монакова. Відкрито 10 серпня 2008 року, скульптор В. Дановський.
- буд. № 20 — меморіальна дошка на місці будинку, де відбувалися зібрання членів Південного товариства декабристів і де була прийнята «Руська правда»
- буд. № 24 — пам'ятник Тарасу Шевченко (бюст). Відкрито у 1964 році.
- буд. № 27 — меморіальна дошка на честь першого Голови Конституційного Суду України Юзькова Леоніда Петровича, який проживав у цьому будинку. Відкрито 29 січня 2008 року.
- буд. № 27 — меморіальна дошка на честь В'ячеслава Чорновола, який проживав у цьому будинку.

## Особистості
У будинку № 1 жив український літературознавець, педагог, доктор філологічних наук Ісай Заславський.
У будинку № 7-А у 1967–2007 роках жив український спортсмен, олімпійський чемпіон, неодноразовий чемпіон світу, Європи та України 1963–2007 Дмитро Монаков.
У будинку № 27 у 1992–1999 роках жив український державний діяч В'ячеслав Чорновіл, 
У будинку № 27 у 1992–1995 роках жив український учений-правознавець, державний діяч, перший голова Конституційного Суду України Леонід Юзьков.

Меморіальна дошка, буд. № 27
Меморіальна дошка декабристам, буд. № 20